# Almendral
Almendral és un municipi de la província de Badajoz, a la comunitat autònoma d'Extremadura.

## Demografia
| 1991  | 1996  | 2001  | 2004  |
| ----- | ----- | ----- | ----- |
| 1.522 | 1.494 | 1.430 | 1.352 |